# Wacholderheide (Iphofen)
Die Wacholderheide ist ein Naturdenkmal im Steigerwald, das sich über eine Fläche von etwa vier Hektar erstreckt. Es befindet sich in Iphofen, einer Stadt im unterfränkischen Landkreis Kitzingen. Das Naturdenkmal liegt grob zwischen dem westlich vom Naturdenkmal liegenden Dornheim, das ein Stadtteil von Iphofen ist, und dem östlich liegenden Altmannshausen, einem Ortsteil des Marktes Markt Bibart. Die Ausweisung als Schutzgebiet erfolgte im Jahr 1981.

## Geographische Lage
Das aus einem Teil bestehende Schutzgebiet liegt im westlichen Teil des Naturraumes Steigerwald, der mit wenigen Ausnahmen deckungsgleich mit dem Naturpark Steigerwald ist. Das Naturdenkmal Wacholderheide liegt südlich des Weilers Fischhof in der Gemarkung Dornheim. Direkt an das Gebiet grenzt das Waldgebiet Vogelherd, das auch Namensgeber des in der Nähe liegenden geschützten Landschaftsbestandteils Hutung am Vogelherd ist. Nördlich befindet sich mit der Sperberswiese ein weiteres Naturdenkmal. Westlich liegt Dornheim, östlich Altmannshausen. Südwestlich befindet sich das Naturdenkmal Schilfgelände und Hutweide am Schenkensee, südöstlich das Naturdenkmal Feuchte Waldränder um die östliche Röderwiese. Weiter südlich liegt das Naturschutzgebiet Naturwaldreservat Wolfsee. Das Naturdenkmal ist Teil des FFH-Gebietes Vorderer Steigerwald mit Schwanberg sowie Teil des Vogelschutzgebietes Südlicher Steigerwald.

## Schutzstatus und Schutzgründe
Das Naturdenkmal Wacholderheide wurde 1981 als Schutzgebiet ausgewiesen. Die Schutzgründe liegen unter anderem darin, dass sich innerhalb des Schutzgebietes wertvolle Biotope befinden. Innerhalb des Naturdenkmals befindet sich unter anderem das Biotop Basiphile Magerrasen am Fischhof, das auf verschiedene Teilflächen unterteilt ist. In diesem Biotop wurden verschiedene Biotoptypen und Lebensraumtypen (LRT) nachgewiesen. Darunter ist unter anderem der Biotoptyp Artenreiches Extensivgrünland (LRT 6510), basenreicher Magerrasen (LRT 6210) sowie naturnahe Feldgehölze, die keinem Lebensraumtyp zuordenbar sind. International ist das Gebiet schwer einzuordnen, da es nicht an die IUCN gemeldet wurde und wahrscheinlich auch nicht deren Größenkriterien entspricht.

## Artnachweise und Gefährdung
Im Naturdenkmal wurden im Rahmen der Biotopkartierung verschiedene Arten nachgewiesen, die auf der Liste der roten Arten stehen. Diese umfassen eine Vielzahl von Pflanzen und Tieren wie den Hügel-Wiesen-Baldrian, den Hügel-Meier, die Filz-Segge, die Schmalblättrige Wiesen-Flockenblume, das Weiche Kammmoos, die Karthäusernelke, das Zierliche Zwischenzahnmoos, die Warzen-Wolfsmilch, das Kleine Mädesüß, das Zierliche Labkraut, den Gewöhnlichen Fransenenzian, den Wiesen-Storchschnabel, das Glänzende Hainmoos, Philiberts Thujamoos, den Berg-Klee und den Dreieckblättrigen Runzelbruder.
Das Naturdenkmal ist verschiedenen Gefahren ausgesetzt: Verbuschung und Gehölzanflug auf den Teilflächen 006, sowie eine übermäßige Düngung auf den Teilflächen 002, 003 und 005. Hierdurch können sich bestimmte Wiesenarten ausbreiten, zusätzlich wird der Magerrasen durch fehlende aktuelle Mahd belastet. Die Auswirkungen der Düngung sind ebenfalls noch vorhanden. Zudem ist eine leichte Verbuschung auf der Teilfläche 06 erkennbar.